# ドラゴン・スープレックス

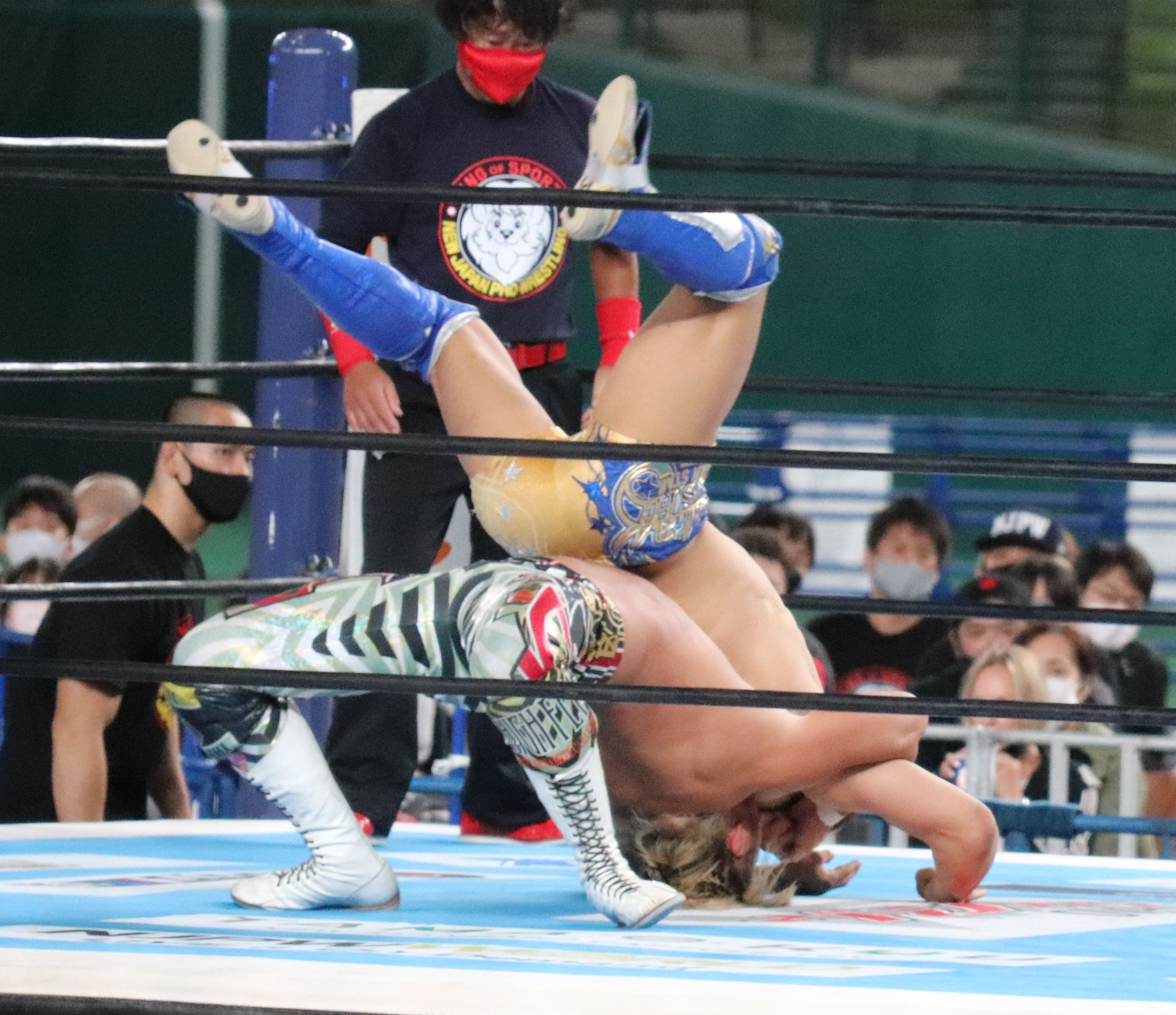
棚橋弘至によるドラゴン・スープレックス。

ドラゴン・スープレックス（Dragon Suplex）は、プロレス技の一種でスープレックスから派生したものである。フルネルソン・スープレックス（Full Nelson Suplex）とも呼ばれている。日本名は飛龍原爆固め（ひりゅうげんばくがため）、羽交い締め式原爆固め（はがいじめしきげんばくがため）。

## 概要
藤波辰爾が初公開したフィニッシュ・ホールド。技名は藤波のニックネーム「ドラゴン」が由来。過去に全日本プロレスでは新日本プロレスが発祥の技を敬遠する傾向にあったため、フルネルソン・スープレックスと呼称していたが、近年はプロレス団体の増加と交流が盛んになったため、名称は使用するレスラーの任意となる傾向にある。また、新日本でも藤波が新日本を退団して以降はフルネルソン・スープレックスの呼称が多く用いられるようになった。

## かけ方
相手を背後からフルネルソンの体勢に捕らえ、後方に反り投げそのままブリッジで相手をフォールする。投げられた相手は腕と首を極められたまま首から叩きつけられるため、受身を取り辛くフォールを返すことが困難な技である。落ちる角度が急なため危険度も高い。
藤波はアメリカ修行時代にカール・ゴッチから「強靭なブリッジ力があれば、フルネルソンの体勢からでも投げられる」と言われたことがヒントになったとしており、本来は相手の頸椎を痛める攻撃であるため、「ブリッジからのレフェリーストップが目的の技だった」という（事実、ジュニアヘビー級時代の藤波は、ドラゴン・スープレックスを使用した際はピンフォール勝ちではなく、ギブアップを奪うのがほとんどだった）。ダメージを与える箇所は後頭部、背中、呼吸器であるとされる。当初は、そのブリッジを利用してフォールする技だったが、後に投げっ放し式（ホイップ式）も使用されている。

## 来歴
1978年1月23日、WWWFのMSG定期戦において、藤波がカルロス・ホセ・エストラーダを相手に初披露、ピンフォールを奪ってWWWFジュニアヘビー級王座を獲得した。次いで3月3日、凱旋帰国試合におけるマスクド・カナディアン戦で日本初公開。ファンや関係者に大きな衝撃を与え、ドラゴン・ロケットと共に当時の「ドラゴン・ブーム」を牽引する技となった（藤波が初披露する以前に、イワン・コロフが対戦相手をフルネルソンに捉えた体勢で後方に投げたことがあったが、ブリッジが不完全だったため技の成立までには至らなかったという）。
1980年3月、この技を受けたアンヘル・ブランコとマンド・ゲレロが立て続けに首を負傷して緊急帰国する事態となったが、これはドラゴン・スープレックスの破壊力を演出するためのアングルであった。しかし、上述のMSGでの初披露後、控室に戻った藤波は、元々ゴッチの弟子ということで警戒されていたところにこの技を使ったため「（危険な技を仕掛けたことで）周囲から冷たい視線を浴びた」「（当時のWWWF総帥）ビンス・マクマホン・シニアも複雑な表情だった」と述懐しており、「やってはいけないことをしてしまった」と感じて控室での身の置き所がなかったという。その後、この技は一時的に使用禁止となった。
1985年、将軍KYワカマツ率いる「マシーン軍団」との抗争でドラゴン・スープレックスの封印を解除。試合終了後のコメントで藤波は「タイミングが合えば、アンドレだろうがブン投げる」と発言していた。

## 主な使用者
- 藤波辰爾 - 1989年6月22日以降、腰を痛めてからは使用していない。
- 前田日明
- 髙田延彦
- 越中詩郎
- 川田利明
- 武藤敬司 - 1993年12月10日、橋本真也にドラゴン・スープレックスを仕掛けた際に橋本の体をブリッジで支えられず、前歯が8本折れて以降は使用していない。
- 大森隆男
- 大森北斗
- 大谷晋二郎 - 2002年7月30日、金村キンタローをドラゴン・スープレックスから3秒でピンフォール勝ちという試合時間を記録して東京スポーツの一面を飾った。
- サモア・ジョー
- 真壁刀義
- AKIRA
- 棚橋弘至 - 藤波から直接伝授された。
- TAJIRI
- 杉浦貴
- 鷹木信悟
- 伊東竜二
- 内藤哲也
- YOH
- 望月成晃
- 斎藤了
- ゲーリー・オブライト - 両手で拳を固めて後頭部を押して仕掛ける。
- 岩谷麻優
- 岩本煌史
- 石井智宏
- カズ・ハヤシ
- 田中将斗
- KUSHIDA
- マイケル・エルガン
- 飯伏幸太
- ケニー・オメガ
- 拳王
- YOSHI-HASHI
- キューティー鈴木
- 和田拓也

## 派生技
ハーフネルソン・スープレックス
片腕で相手をハーフネルソンに捉えた状態で、逆の手で相手のタイツを掴み、後ろ反り投げに持っていく（「スープレックス」と称しているが、フォールしない）。小橋建太が開発。吉江豊も得意技としている他、バイソン・スミスも小橋の影響を受けて使用している。
タイガー・スープレックス'85
片羽締め（片腕で相手をハーフネルソンに捉えた状態で、逆の腕を相手の脇から胸に回して締める）からスープレックスに持っていく。三沢光晴が2代目タイガーマスク時代に開発。三沢自身は小林邦昭戦で初披露した他には小橋建太戦をはじめ数回しか使用していない。
ミスト・クラッシュ
片腕で相手をハーフネルソンに捉えた状態で、逆の腕で相手をチキンウイングに捉え、スープレックスに持っていく。ドラゴン・スープレックスとタイガー・スープレックスの複合技。ムシキング・テリーが開発。佐々木健介も「キング・バスター」と称する同形の技を使用する。川田利明が若手の頃、披露したことがある。
プレミアム・ブリッジ
斎藤了のオリジナル技。相手をフルネルソンに捉えた状態からさらに相手の両手首を掴んで相手の頭の後ろで組み、後方へ反り投げホールドする変型ドラゴン・スープレックス・ホールド。手首も固められているため、ドラゴン・スープレックス以上に受身が取り難い。